# 茨城県道231号稲敷阿見線

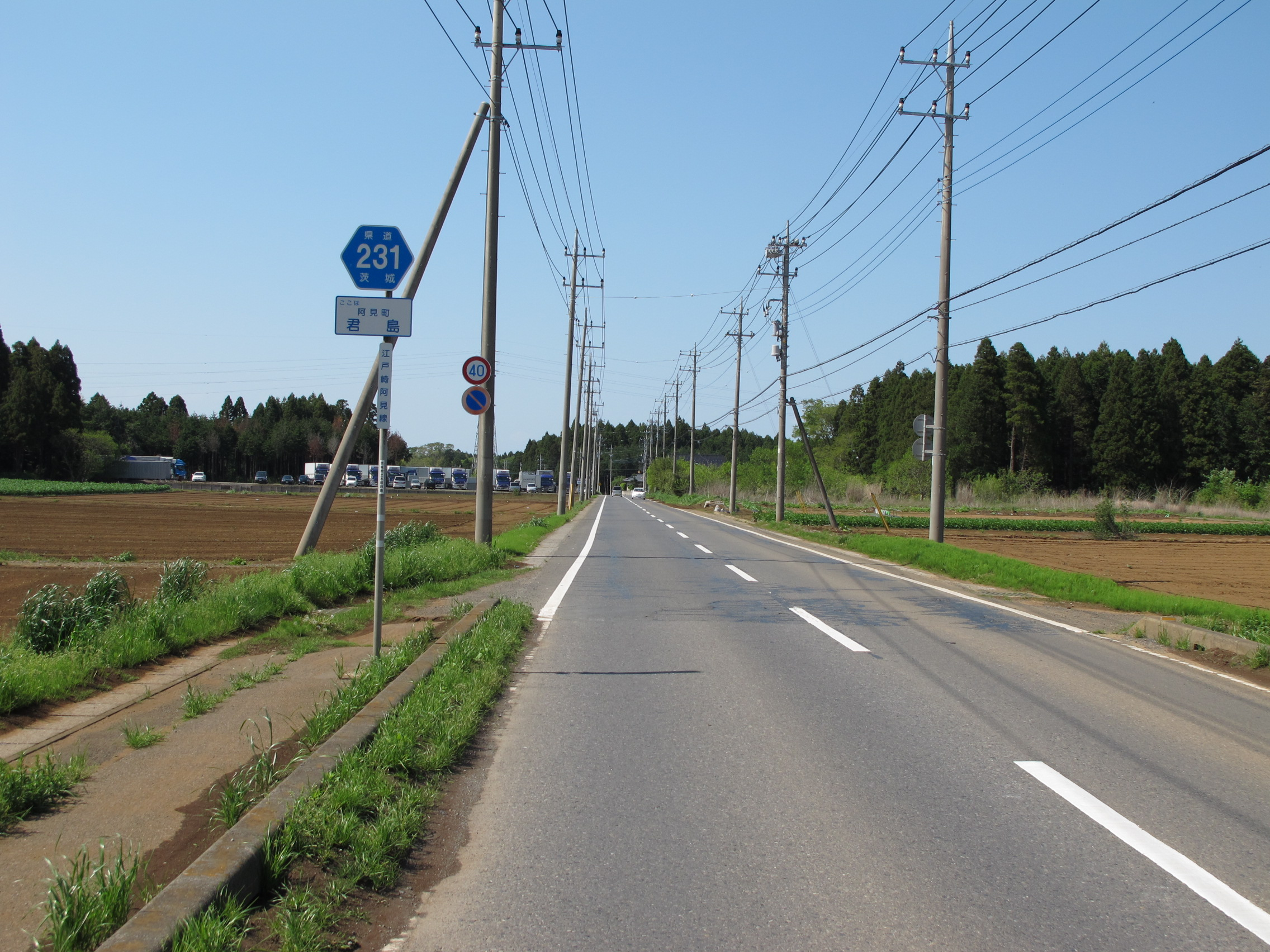
茨城県道231号稲敷阿見線
阿見町君島（2012年5月）

茨城県道231号稲敷阿見線（いばらきけんどう231ごう いなしきあみせん）は、茨城県稲敷市から稲敷郡阿見町に至る一般県道である。

## 概要
稲敷市江戸崎市街の茨城県道49号江戸崎新利根線より分岐し北西方向に北上し、阿見町の香澄の里工業団地内を通過して国道125号と交差し阿見市街の茨城県道34号竜ヶ崎阿見線交点（霞台交差点）まで至る路線。稲敷郡阿見町の香澄の里工業団地交差点で国道125号阿見美浦バイパスと平面交差する。

### 路線データ
- 起点：茨城県稲敷市江戸崎字愛宕下甲2132番9地先（茨城県道49号江戸崎新利根線交点）[1]
- 終点：茨城県稲敷郡阿見町岡崎（茨城県道34号竜ヶ崎阿見線・茨城県道203号荒川沖阿見線交点〈霞台交差点〉）[注釈 1]
- 総延長：14.695 km[3]
- 重用延長：0.315 km[3]
- 未供用延長：なし[3]
- 実延長：14.380 km[3]
- 自動車交通不能区間延長[注釈 2]：なし[3]
- 幅員
  - 稲敷市江戸崎 - 犬塚：10.5 m（車道部6.0 m/2車線）※改良済区間[4]

## 歴史
1971年（昭和46年）1月18日、新たな一般県道として、稲敷郡江戸崎町（現・稲敷市江戸崎）を起点とし、稲敷郡阿見町の終点まで至る区間を県道江戸崎阿見線として茨城県が県道路線認定した。
1995年（平成7年）に、整理番号変更により現在の整理番号232となり、2006年（平成18年）には、平成の大合併に伴い路線名称が県道稲敷阿見線に改称され現在に至る。

### 年表
- 1971年（昭和46年）1月18日：町道、村道が昇格し、旧名江戸崎阿見線（整理番号384）として路線認定される[5][6]。
- 1983年（昭和58年）12月12日：香澄の里工業団地の土地区画整理事業に伴う新道（814 m）を指定[7]。
- 1984年（昭和59年）5月17日：香澄の里工業団地の土地区画整理に伴い、阿見町追原地内（現・香澄の里）の旧道（875 m）を指定除外[8]。
- 1995年（平成7年）3月13日：江戸崎町大字江戸崎（起点付近）のバイパスを新設する道路区域（587 m）が決定する[1]。
- 1995年（平成7年）3月30日：整理番号384から現在の番号（整理番号231）に変更される[9]。
- 1998年（平成10年）4月2日：稲敷郡江戸崎町字愛宕前甲（旧起点） - 同町字西江戸崎甲までの旧道（373 m）が県道指定解除により町道降格する[10]。
- 1999年（平成11年）5月20日：稲敷郡阿見町曙 - 同町大字阿見字岡崎までのバイパス区間が供用開始される[11]。
- 2000年（平成12年）4月1日：阿見町大字香澄の里 - 阿見町掛馬の区間が、通行する車両の最大重量限度25トンの道路に指定される[12]。
- 2002年（平成14年）3月7日：阿見町大字曙 - 同町岡崎1丁目（主要地方道竜ヶ崎阿見線・阿見坂上）までの旧道（1.124 km）が市道降格により県道指定解除となる[13]。
- 2006年（平成18年）4月1日：現在の路線名である稲敷阿見線へ改称[14]。
- 2014年（平成26年）3月25日：稲敷市犬塚字堂地 - 犬塚字原平の西町2工区（490 m）を道路改良供用開始[15]。
- 2019年（平成31年）3月25日：稲敷市犬塚字原平 - 犬塚字木戸の犬塚工区（1.0 km）を道路改良供用開始[16]。

## 路線状況
本路線は一部を除き、1.5車線の狭隘な屈曲箇所も多く歩道についても未整備区間の道路が多い。このため、平成元年から道路改良工事が事業化されている。
現在、旧江戸崎西高校跡地に稲敷市新庁舎が建設される予定で、稲敷市の道路ネットワークにおいても重要な位置づけ路線となることから、稲敷市江戸崎〜犬塚の道路改良事業が推し進められている。
道路法の規定に基づき、以下の区間は緊急輸送道路として機能を維持するため、災害発生時の被害拡大防止を目的に新たに道路用地内に電柱を建てることが制限されている。
- 稲敷市江戸崎（県道土浦稲敷線交差） - 稲敷市江戸崎（県道江戸崎新利根線交差）[17]
- 稲敷市江戸崎（主要地方道江戸崎新利根線交差） - 同市犬塚（稲敷市役所）[18]
- 稲敷郡阿見町追原（県道竜ケ崎阿見線：追原南交差点） - 稲敷郡阿見町香澄の里（阿見町道交差）[17]

### 重複区間
- 茨城県道49号江戸崎新利根線（稲敷市江戸崎甲：約0.2 km）[1]

## 地理

### 通過する自治体
- 茨城県
  - 稲敷市 - 稲敷郡美浦村 - 稲敷郡阿見町

### 交差する道路
- 茨城県道68号美浦栄線（稲敷郡阿見町君島 君島交差点）
- 茨城県道34号竜ヶ崎阿見線バイパス（稲敷郡阿見町追原 追原南交差点）
- 国道125号（稲敷郡阿見町掛馬 香澄の里工業団地交差点）

### 周辺
- JRA美浦トレーニングセンター（稲敷郡美浦村美駒）
- 香澄の里工業団地（稲敷郡阿見町香澄の里）